# Ekkodalen
Ekkodalen är en dal på ön Bornholm i Danmark. Den är 12 kilometer lång och upp till 70 meter bred och går från Vallensgård Mose via Almindingen till Saltuna på öns nordostkust.
Ekkodalen är Danmarks längsta sprickdal och har fått sitt namn av det kraftiga eko som återkastas av de branta klippväggarna. Det kraftigaste ekot hörs i närheten av H.C. Ørsteds Kilde, som är uppkallad efter den danske fysikern 
H.C. Ørsted som undersökte Bornholms geologi år 1818.
Området, som sedan år 2018 ägs av Danska staten, genomkorsas av delvis spångade vandringsleder. I nordväst finns de upp till 20 meter höga klippväggarna Styrtebakkerne med en 200 år gammal ekskog på toppen. Ekkodalen är sedan år 1866 ett av  Bornholms mest besökta turistmål och besöks idag (2020) av omkring 150 000 personer årligen.